# Haralapur, Kundgol
Haralapur là một làng thuộc tehsil Kundgol, huyện Dharwad, bang Karnataka, Ấn Độ.